# Radosław Giętkowski
Radosław Giętkowski (ur. 1978 w Elblągu) – polski prawnik, doktor habilitowany nauk prawnych, profesor nadzwyczajny Uniwersytetu Gdańskiego, specjalista w zakresie prawa karnego i prawa administracyjnego, w szczególności prawa dyscyplinarnego.

## Życiorys
W 2002 ukończył studia prawnicze na Wydziale Prawa i Administracji Uniwersytetu Gdańskiego (praca magisterska pt. „Karnoprawny obowiązek naprawienia szkody wyrządzonej przestępstwem”). Tam też w 2005 na podstawie napisanej pod kierunkiem Jarosława Warylewskiego rozprawy pt. „Kara ograniczenia wolności w polskim prawie karnym” otrzymał stopień naukowy doktora nauk prawnych w zakresie prawa. Na podstawie dorobku naukowego oraz rozprawy pt. Odpowiedzialność dyscyplinarna w prawie polskim uzyskał w 2014 na Wydziale Prawa i Administracji UG stopień doktora habilitowanego nauk prawnych w zakresie prawa.
W 2005 został adiunktem w Katedrze Prawa Administracyjnego UG. Po habilitacji objął stanowisko profesora nadzwyczajnego UG.
W kadencji 2015–2018 pełnił funkcję rzecznika dyscyplinarnego i członka Konwentu Rzeczników przy Ministrze Nauki i Szkolnictwa Wyższego, otrzymując w 2017 za swoją działalność nagrodę ministra II stopnia. W 2019 został powołany na kolejną kadencję na stanowisko rzecznika dyscyplinarnego przy Ministrze Nauki i Szkolnictwa Wyższego. Od stycznia 2021 jest wiceprzewodniczącym Komisji Dyscyplinarnej ds. nauczycieli akademickich przy Radzie Głównej Nauki i Szkolnictwa Wyższego na kadencję 2021–2024.